# Lexikon der indogermanischen Verben
Das Lexikon der indogermanischen Verben (LIV) ist ein etymologisches Wörterbuch der protoindogermanischen Verben. Es entstand unter der Leitung von Helmut Rix und wurde von Martin Joachim Kümmel, Reiner Lipp, Brigitte Schirmer und Thomas Zehnder bearbeitet. Die erste Auflage erschien beim Dr.-Ludwig-Reichert-Verlag Wiesbaden im Jahr 1998, die zweite (ISBN 3-89500-219-4) im Jahr 2001; diese wird gewöhnlich als LIV² abgekürzt.
Das Wörterbuch basiert zum Großteil auf dem Indogermanischen etymologischen Wörterbuch von Julius Pokorny, rekonstruiert die Wurzeln jedoch als erstes indogermanisches Wörterbuch ausschließlich auf Grundlage der Laryngaltheorie.

## Aufnahme und Kritik
- Die Beleglage für manche Wurzelansätze wird von Elmar Seebold[1] als ungenügend angesehen, da zum Teil nur eine einzige Tochtersprache angegeben wird. Das LIV² weist diese Kritik zurück, weil die Einschätzung der Ansätze aufgrund der Beleglage dem kundigen Leser überlassen bleiben solle.[2]
- Die Kritik an angesetzten Wortbedeutungen[1] wird im LIV² als „grundsätzlich berechtigt“ bezeichnet.[3]
- Michael Meier-Brügger[4] bezeichnet das Verbalsystem des LIV² vorsichtig als „adäquat und konsensfähig“, ohne allen Analysen von Helmut Rix im Einzelnen zustimmen zu wollen.
- Benjamin W. Fortson IV[5] nennt das LIV² sehr „nützlich und aktuell“. Er erwähnt aber auch, dass einige Stellen strittig seien, ohne dies aber näher zu spezifizieren.
- Das LIV² stellt die Gegebenheiten durchweg deduktiv dar und erklärt den Belegstand dadurch, dass zuerst die Rekonstrukte angegeben werden und die Attestate, häufig unter Hinzuziehung mehrerer Analogien, daraus abgeleitet werden. Die dargebotene Deduktivität erleichtert zwar bisweilen die Erklärung der Vorgänge, ist aber kein Teil einer strengen wissenschaftlichen und allein anzuwendenden und Gültigkeit besitzenden Methode, die ausschließlich induktiv vorgeht, vom Attestat ausgeht und nur vom Attestat aus die Rekonstrukte erschließen kann. Das zeigt sich insbesondere darin, dass das LIV² der Tatsache nicht Rechnung trägt, dass das Anatolische keine indogermanische Tochtersprache, sondern eine Schwestersprache des traditionellen Indogermanischen ist. Die sprachhistorisch weit älteren und für das historische Sprachverständnis weitaus aussagekräftigeren Formen des Anatolischen werden bei dieser deduktiven Darstellung als „jünger“ und „deterioriert“ angesehen. Nur wenig später erschienene Darstellungen, wie etwa die von Alwin Kloekhorst,[6] bessern bereits etwa zwei Drittel dieser massiven Fehlbeurteilungen des LIV² aus.
- Beispiele für Verbesserungen der Rekonstrukte im LIV²-2001 durch Kloekhorst-2008: LIV², S. 136: heth. dāi ‚legt‘ < *dʰé-dʰoh₁-ti, lautgesetzwidrig und verfehlt, vs. Kloekhorst, S. 806ff.: heth. dai-i ‚legt‘ < *dʰh₁-ói̯-ei̯, lautgesetzlich und systemrichtig; LIV², S. 265: hamanki ‚bindet an‘ < *h₂m̥-né-ĝʰ-ti, lautgesetzwidrig und verfehlt, vs. Kloekhorst, S. 278f.: heth. ḫamank-i ‚bindet an‘ < *h₂m-ón-ĝʰ-ei̯, lautgesetzlich und systemrichtig; LIV², S. 398: heth. lāki ‚legt um‘ < *logʰ-éi̯e-ti, lautgesetzwidrig und verfehlt, vs. Kloekhorst, S. 514f.: heth. lāk-i ‚legt um‘ < *lógʰ-ei̯e-ei̯, ohne das Suffix -ei̯e- lautgesetzlich und systemrichtig, also eigentlich < *lógʰ-ei̯.[7][8] Die exakte (und als Tatsache zweifelsfrei feststehende) Gleichung von heth. lāk-i mit (z. B.) nhd. legen ergibt sich nicht daraus, dass das LIV² das hethitische Verb lāk-i verfehlt rekonstruiert, sondern daraus, dass aus dem ursprünglichen regulären athematischen Paradigma *lógʰ_logʰ-é- der „starke“ Teilstamm im Anatolischen direkt fortgesetzt ist, im Nichtanatolischen jedoch der „schwache“ Teilstamm durch den Zusatz eines -i̯o-Suffixes flektierbar gemacht worden ist (also legen < *logʰ-é- +-i̯o-).
- Mit der rekonstruktionellen Beschreibung der Primärstämme wird bisweilen sehr unbefangen umgegangen. So finden sich beispielshalber auf S. 21 als Charakterisierung des Perfekts die pauschalen Behauptungen: „Wurzel o-stufig und betont im Singular von Indikativ/Injunktiv und im Konjunktiv, sonst schwundstufig und unbetont (betont sind dann Endungen oder Sekundärsuffix), Reduplikationssilbe stets mit e und unbetont …“ Die einschlägigen in den Einzelsprachen (und daher auch in der Grundsprache) gewöhnlich sehr häufig auftretenden Reduplikativvarianten werden nicht erwähnt, z. B. (alle Beispiele ai.) (1) -ē- in jāgára, Perfekt zu gr̥ ‚aufwachen‘, tātr̥ṣúr, Perfekt zu tr̥ṣ ‚dürsten‘ oder vāvárta, Perfekt zu vr̥t ‚sich drehen‘; (2) Resonant in didvéṣa, Perfekt zu dviṣ ‚hassen‘ oder tutóda, Perfekt zu tud ‚stoßen‘ (gestützt durch gleichbedeutend lat. tutudῑ); bzw. (3) Null in véda, Perfekt zu vid ‚wissen‘ (gestützt durch gleichbedeutend griech. οἶδα) oder khidvā́ṃs, Partizip Perfekt zu khid ‚zerreißen‘.[9] Es ist davon auszugehen, dass variierende Perfekt-Reduplikativvarianten auch in anderen Einzelsprachen vorliegen, z. B. -ē- in nhd. tat vs. -i- in ne. did, -o- in tocharisch A kaknu B kekenu ‚geworden‘ aus (Pz.Pf.) *ĝo-ĝónh₁-u̯(o)s oder tocharisch A wasu ‚getragen (von Kleidung)‘ aus (Pz.Pf.) *u̯o-u̯ós-u̯(o)s sowie Null in tocharisch B wikau ‚verschwunden‘ oder srukau ‚gestorben‘. Die Erscheinung, dass die Beschaffenheit eines Reduplikativ-Vokals grundsätzlich unvorhersehbar ist, ist bereits im wurzelreduplizierenden Wurzelpräsens (LIV²-Typ 6) angedeutet. Im Altindischen erscheinen zur Wurzel gwem ‚kommen‘ neben ganz ursprünglichem jáṅganti bereits die Reduplikativvarianten mit -ḗ- (jā́ganti) und -ó- (gán-ī-ganti), letzteres zusätzlich mit prosodisch eingefügtem -ī-. Innerhalb eines Paradigmas wechseln die Reduplikativvarianten (mit Ausnahme des Akzentes) nie ihre lautliche Beschaffenheit; sie halten das Paradigma stets wie mit einer Klammer zusammen. Diesen wichtigen Erscheinungen wird im LIV² nicht weiter Rechnung oder Erwähnung getragen.
- Ebenso ist der Wurzelvokal -ó- zwar recht häufig; es gibt allerdings im Perfekt – gerade auch im ursprünglicheren semantischen Bereich, nämlich dem (Zustands-)Präsens – auch weitere Aufstufungsvokale, z. B. (1) -ṓ- in griech. γέγωνα ‚ich lasse mich vernehmen‘ oder εἴωθα ‚ich bin gewohnt, pflege‘; (2) Null in griech. δέδια ‚ich fürchte‘ oder βέβρυχα ‚ich röhre‘; (3) Resonantendehnung in griech. μέμῡκα ‚ich brülle‘;[10] bzw. (4) -ā́- in griech. ἔᾱγα ‚ich bin zerbrochen‘. Ferner erklärt das LIV² die fürs Perfekt typische Akzentverteilung, -e- / -ó-, nicht, welche scheinbar den Regeln der Akzent-Ablaut-Zuordnung widerspricht; jedoch ist der Aufstufungsvokal immer betont, unabhängig von seiner Lautsubstanz, was regelhaft die Unbetontheit des Reduplikativs nach sich zieht, ebenfalls unabhängig von seiner Lautsubstanz. Die im LIV² angegebene (und angebliche) kwetu̯óres-Regel (aus dem Zahlwort für vier) ist gegenstandslos, da das LIV² nicht gleichzeitig *dʰé-dʰoh₁-ti (S. 16 und 136) oder kwér-kwor-ti (S. 24 und 391) angeben dürfte.
- Die „moderne“ Unterscheidung zwischen telisch und atelisch ist überflüssig, da die traditionellen Termini Aorist und perfektiv (einmalige Augenblickshandlung; „abgeschlossen“; daher nicht primärendungsfähig) vs. Präsens und imperfektiv (Dauerhandlung oder wiederholte Handlung; „unvollendet“; daher primärendungsfähig) das verbale Kategoriensystem (zusammen mit dem in ihm beheimateten Aspektsystem) der Grundsprache bereits ausreichend beschreiben.[11] Ursächlich für dieses ausgeprägte, antagonistische und für das Verbalsystem der urindoanatolischen Grundsprache basistypische Aspektsystem ist die Tatsache, dass jede verbale Wurzel (letztlich als untrennbaren Teil ihrer semantischen Bedeutung) entweder die genannte inhärente Zusatzbedeutung perfektiv (punktuell; „Augenblickshandlung“; „Aoristwurzel“) oder imperfektiv (durativ; „Dauerhandlung“; „Präsenswurzel“) aufweist. Präsenswurzeln (deren bedeutendste Vertreter *h₁es ‚sein‘ und *h₁ei̯ ‚gehen‘ sind) sind dabei immer intransitiv; Aoristwurzeln sind gewöhnlich transitiv, können aber auch intransitiv sein (*h₂u̯es ‚aufleuchten‘; *gwem ‚einen Schritt tun‘).
- In seiner Griechischen Grammatik von 1976 formuliert Helmut Rix[12] (S. 205) einen der bedeutendsten Sätze der Historischen Sprachwissenschaft: Die athemat. Bildungen sind typologisch und ... historisch älter als die thematischen. Rix unterfüttert den Vorgang mit überzeugenden Beispielen, in denen gezeigt wird, wie ein ursprüngliches athematisches Paradigma zu einem thematischen wird: Der Vokal der (athem.) 3pl.-Endung énti wird im ganzen Paradigma in einer Weise durchgeführt, dass er zwischen Stamm und (dann allen übrigen) Endungen eingefügt wird. Prägnant lässt sich der Vorgang so beschreiben: Eine athematische Henne legt ein thematisches Ei. Rix' vorgetragene Beispiele sind sehr plastisch und beeindruckend: athem. ai. árek : them. griech. ἔλιπον < athem. léi̯kw_likw-´ : likw-ó- ‚verlassen‘; athem. ai. yunájmi : them. lat. iungō < athem. (h₁)i̯u-né-g_(h₁)i̯u-n-g-´ : (h₁)i̯u-n-g-ó- ‚verbinden‘; athem. griech. ἵστημι : them. lat. sistō < athem. sti-stéh₂_sti-sth₂-´ : sti-sth₂-ó- ‚(sich) stellen‘; bzw. athem. lat. ēst : them. lat. edit < h₁ḗd_h₁éd- : h₁éd-o- ‚essen‘. Beim Vorgang bleiben beide Paradigmen bestehen, sowohl die athematische Henne als auch das thematische Ei, bisweilen sogar nebeneinander in derselben Einzelsprache (lat. ēst neben edit). Dieser in allen Sprachen der Welt, nur im nichtanatolischen Zweig des (neuerdings zunehmend allgemein akzeptierten, vgl. oben Schwestersprache) Ur-Indo-Anatolischen wohl einmalige Entwicklungsprozess erbringt für die Historische Sprachwissenschaft einen ungewöhnlich großen Zuwachs an Wissen. Seine Erkenntnis erlaubt es, für die Grundsprache zwei Stufen anzunehmen, eine jüngere thematische und eine ältere athematische, eine Annahme, die gerade durch das Anatolische präzise zertifiziert wird, das die „Sprachstufe thematisch“ nicht ganz erreicht. Bedauerlicherweise verzichtet Rix im LIV² vollständig und radikal auf dieses ganze neue Wissen; mit seiner Aussage (S. 12f.) Die Frage der Thematisierung ist zwar oft für konkrete Fälle, aber offenbar noch nie monographisch für eine Einzelsprache oder gar für die gesamte Indogermania untersucht worden. Es ist nicht auszuschließen, daß eine solche Untersuchung gewisse Regularitäten oder Beinahe-Regularitäten feststellt, die heute nicht erkennbar sind. Im LIV wird mit dem Begriff der Thematisierung recht unbefangen umgegangen konterkariert sich Rix (Griechische Grammatik!) selbst.
- Der Thematisierungsprozess äußert sich in drei Formen, einer ursprünglichen athematischen und zwei sich daraus entwickelnden, der weiter bestehenden athematischen und der neuen thematischen. Der Vorgang lässt sich graphisch in so genannten Thematisierungsdreiecklein darstellen. Deren Weiterentwicklung führt zur Beantwortung der Frage, wie der Aorist zum Präsens wird, zur Erschließung (z. B.) des Kausativs, zu einer absolut und völlig widerspruchsfreien sprachhistorischen Eruierung der anatolischen ḫi-Verben (von der man annehmen sollte, eine solche gehörte auch in ein umfassendes, mit dem Verbum befasstes Gesamtwerk wie das LIV²) und zu einer regelgehorsamen Rekonstruktion des gesamten Nominalbereichs. Neben den anatolischen ḫi-Verben gibt es im grundsprachlichen Verbalbereich auch noch andere Problemgebiete, die besonders knifflig sind und von denen man annehmen müsste, sie würden in einem solchen Werk behandelt (zumal sie hervorragendes weiterführendes Wissen erbringen). Eine solche (verbale!) Problematik beschreibt z. B. Jasanoff-2003, S. 153 (es handelt sich hierbei um den indoiranischen Passivaorist): The origin of the apophonically anomalous 3.sg. in -i is a mystery. In Wirklichkeit liegt ein einfaches Thematisierungsdreiecklein vor: athem. ai. dhā́yi : them. ai. dhῑyáte < athem. *dʰóh₁-i_dʰh₁-i-´ : them. ai. *dʰh₁-i-ó- ‚gelegt werden‘. Alleine die Tatsache, dass solche Problematiken wie die des iir. Passivaorists im LIV² gar nicht erst vorkommen, geschweige denn rekonstruktionell solide und rational behandelt werden, spricht nicht für das LIV².
- Dabei kommt dieser rekonstruktionellen Einschätzung von ai. dhā́yi : them. ai. dhῑyáte < athem. *dʰóh₁-i_dʰh₁-i-´ : them. ai. *dʰh₁-i-ó- ‚gelegt werden‘ besondere Bedeutung zu, und zwar im Lichte von Kloekhorsts Rekonstruktion (s. oben; so dort S. 808) von heth. dāi_tianzi ‚legt‘ < *dʰh₁-ói̯-ei̯_dʰh₁-i-énti (ohne die Endungen also *dʰh₁-ói̯_dʰh₁-i-´). Die lautliche Beschaffenheit der Rekonstrukte zeigt, dass es sich bei heth. dai-i ‚legt‘ und ai. dhā́yi ‚wird gelegt‘ um eine direkte Gleichung handelt, mit einem lautlich identischen „schwachen“ Teilstamm und einem identischen Aufstufungsvokal -ó-, allerdings mit unterschiedlicher ‚Trefferfläche‘ (heth. im Suffix; ai. in der Wurzel). Lautliche Identität eines Rekonstrukts aus verschiedenen Einzelsprachen ist aber das eigentliche Ziel jedes Rekonstruktionsversuches, zumal wenn dieser in den beiden als höchstarchaisch geltenden Sprachen der urindoanatolischen Sprachfamilie gelingt. Da das Anatolische die Sprachstufe „thematisch“ nicht ganz erreicht, gibt es dort keine Thematisierungsdreiecklein. Bei der Verwendung des -i̯o-Suffixes (zusammen mit den Medialendungen) als allgemeines, geneuertes Passiv einheitlich für alle Verbalstämme und -klassen handelt es sich um ein Spezialphänomen des Indoiranischen, dem im LIV² nicht Rechnung getragen wird.
- In gar keiner Weise bekannt ist die Erscheinung, dass im griechisch-armenisch-phrygisch-indoiranischen Isoglossenband das Imperfekt als Aorist verwendet wird (natürlich ohne einer zu sein; vgl. griech. ἔφη ‚er sagte‘,[13] armen. eber ‚er trug‘ oder griech. εἶπον = ai. ávocam ‚ich sagte‘ (Präsensstämme wegen der reduplizierten Bildung)). Das Thematisierungsdreiecklein weist den indoiran. Passivaorist (also z. B. Injunktiv ai. dhā́yi ‚er wird gelegt‘; Präsensstamm wegen des -i-Suffixes) als weiteres Beispiel für diese außergewöhnliche Besonderheit aus.
- Der Ansatz einer Kategorie „Essiv“ ist überflüssig und lautlich nicht möglich. Bei den Standardbeispielen etwa nhd. leben (S. 408; german. *lib- aus *lip-´; Wurzel *lei̯p) und wohnen (S. 682; german. *u̯un- aus *u̯n̥H-´; Wurzel *u̯enH) erscheint es gänzlich ausgeschlossen, dass ein -i̯-haltiges Suffix (S. 25: *-h₁i̯ó-) eine lautliche Senkung des Wurzelvokals von -i- zu -e- bzw. -u- zu -o- bewirkt haben soll. Die gesamte traditionelle Literatur weist als Ursache für diese Senkung das Suffix -eh₁- (> -ē-, dann z. B. westgerman. -ǣ-) auf. Der semantische Bereich wird von der Kategorie „Fientiv“ zumindest lautlich voll abgedeckt bzw. mit eingeschlossen. Man vermag nicht zu erkennen, welche aktionsarttechnische Differenz etwa zwischen lat. manēre ‚bleiben‘ (S. 437; *men-éh₁-; vom LIV² zum Fientiv gerechnet) und den genannten german. („Essiv“-)Beispielen leben und wohnen bestehen soll. Entsprechend kommentiert Jasanoff (2003, S. 156, Anm. 23(3)) die Nutzlosigkeit der Ansätze etwa des „Essivs“ wie folgt: Nothing is gained by inventing ad hoc and redundant categories like ‚Essiv‘ and ‚Fientiv‘, which in no way capture their full range of meanings.
- Der grundsprachliche Stativ wird im LIV² sehr stiefmütterlich behandelt (Typen „1c“ und „1d“). In Wirklichkeit ist er in der Grundsprache (neben dem Faktiv, der sich zum Aorist, Präsens und Perfekt entwickelt) eine der beiden ursprünglichen Basis-Aktionsarten. Als diese dürfte er den mit dem Faktiv identischen Ablaut „stark“ -é- und „schwach“ -Null-´ aufgewiesen haben. Er zeigt aber durchgehenden -é-Ablaut (LIV²-Typ 1d; S. 15), während das dem Faktiv beigeordnete Medium typischerweise durchgehende Nullstufe zeigt. Es ist naheliegend, dass diese Erscheinungen Ergebnis einer Paradigmenspaltung sind, bei der im weiterbestehenden Stativ im ganzen Paradigma die -é-Stufe und beim „abgegebenen“ Medium im ganzen Paradigma die Nullstufe durchgeführt wurde. Der im Anatolischen sehr häufige durchgehend nullstufige Stativ wäre in diesem Falle ein Medium, das gewissermaßen keinen Faktiv-Stamm gefunden hätte, mit dem es sich paradigmatisch hätte zusammenschließen können (LIV²-Typ 1c; S. 15; dort nur, allerdings in die richtige Richtung gehende Mutmaßungen).[14]
- Innerhalb des Stativ-Bereichs gibt es eine gut bezeugte Nartenisierung (d. h. Ablaut „stark“ -ḗ- und „schwach“ -é-) ai. āstē griech. ἧσται ‚sitzt‘ < *h₁ḗs mit im gesamten Paradigma durchgeführter -ḗ-Stufe. Das LIV² wirft für diese Bildung (S. 232) das Rekonstrukt *h₁éh₁s aus, bemerkt aber dazu ungewöhnliche Wurzelstruktur; überdies wäre ein Reduplikativ bei einer Stativwurzel ebenfalls sehr ungewöhnlich. Gälte die angegebene Paradigmenspaltung auch für die Narten-Bildung, müsste es formal mediale Stämme mit -é-Ablaut geben. Tatsächlich gibt es nicht wenige, z. B. im LIV², S. 398, griech. ἔλεκτο ‚legte sich hin‘ < *légʰ-<t>o. Die dort geäußerte Vermutung „s-Aorist ohne s“ ist in sich widersinnig. Ein rein formaler, aber direkter (und bei näherem Hinsehen vollkommen offensichtlicher) Zusammenhang zwischen (z. B.) ἧσται und ἔλεκτο hinsichtlich der vorliegenden Stammbildung und der vor sich gehenden Paradigmenspaltung wird nicht hergestellt, sehr weit weiterführend für das Verständnis des grundsprachlichen Stativs wie er wäre.
- Schon ganz zu Anfang des 20. Jahrhunderts mahnte Ferdinand de Saussure an, dass die Junggrammatiker trotz ihrer hervorragenden Leistungen nur eine vorläufige Darstellung der rekonstruierten Grundsprache eingeliefert haben: Jedoch so groß die Verdienste dieser Schule waren, so kann man nicht sagen, dass sie die Frage in ihrer Gesamtheit aufgehellt hätte, und noch heute harren die Grundprobleme der allgemeinen Sprachwissenschaft einer Lösung.[15] In diesem Zusammenhang stellt für den verbalen Bereich Wolfgang Meid die (von Meid selbst „eigentlich“ genannte) Frage: Wie wird der Aorist zum Präsens? und verdeutlicht sie mit dem Zusatz Wie wird die Einmaligkeit zur Wiederholung?[16] Meids Fragestellung deutet auf den LIV²-Typ 6 (S. 24), bei dem eine (nicht primärendungsfähige) Aoristwurzel wiederholt wird; die rein formale Wiederholung führt zu einem (primärendungsfähigen) Präsensstamm. Diese rein formale und lautliche sprachliche Wiederholung einer Aoristwurzel führt so zum eigentlich überraschenden Phänomen der einfachen und sprachnatürlichen Bildung von Präsensstämmen aus Aoristwurzeln und zur Entstehung einer weiteren imperfektiven Kategorie (iterativ; „wiederholte Handlung“; „Präsensstamm von einer Aoristwurzel“). Im LIV² wird auf dieses Kernproblem (die Antwort auf Meids Frage Die Einmaligkeit wird zur Wiederholung, indem man etwas Einmaliges wiederholt, ein Vorgang, der im LIV²-Typ 6 vorliegt, ist unwiderlegbar und könnte zur Lösung von de Saussures Grundproblemen beitragen) nicht eingegangen, und zwar trotz der Tatsache, dass von der uranatolischen Grundsprache bis heute einer großen Überzahl von ursprünglichen Aoristwurzeln eine große Überzahl von gerade zu Aoristwurzeln gehörigen Präsensstämmen gegenübersteht.
- Wegen des äußerst hohen Anspruchs und des sehr kühnen Unterfangens, kompilatorisch das verbale Gesamtmaterial einer sehr ausgedehnten und in verhältnismäßig vielen sehr archaischen historischen Stufen vorliegenden Sprachfamilie rekonstruktionell zu erfassen, ist das LIV² grundsätzlich sehr anfällig für alle Arten von Kritik. Das eigentliche Hauptverdienst des LIV² ist es jedoch, dass es deutlich aufzeigt, dass die Disziplin einen gewaltigen Forschungs-, Verbesserungs- und Fortschrittsbedarf hat (was von den Verfassern selbst auch eingeräumt wird). Allerdings war auch bereits im Jahr 2001 schon deutlich abzusehen, dass das Anatolische keine Tochtersprache, sondern eine Schwestersprache des Urindogermanischen ist, und dass beide eigenständigen Sprachzweige, das Uranatolische (engl. Proto-Anatolian; PA) und das Urindogermanische (engl. Proto-Indo-European; PIE), gleichberechtigte Tochtersprachen des Urindoanatolischen (engl. Proto-Indo-Anatolian; PIA) sind, wobei im Vergleich das Uranatolische noch archaischere Sprachmerkmale aufweist, die (vgl. oben die Beispiele zu LIV² vs. Kloekhorst) allerdings vom LIV² nicht wahrgenommen bzw. sogar unterdrückt werden. Im Prinzip dürfte sich folglich der zwar nicht veraltete, aber nicht mehr im ursprünglichen Sinn zutreffende Begriff indogermanisch gar nicht erst im Titel finden, weil er tatsächlich nur die eine und sogar weniger archaische Hälfte des existierenden historischen Sprachmaterials umfasst. Grundsätzlich ist die Nichtberücksichtigung neuerer Literatur[17] dem LIV² dann anzulasten, wenn die Erkenntnisse dieser moderneren Literatur in ihren wesentlichen Einzel-Aussagen bereits vor 1998/2001 publiziert waren.
- Als hauptsächlicher Kritikpunkt lässt sich die Feststellung treffen, dass das LIV² im Gesamtbereich der hethitischen Verben die älteren (athematischen!) Formen aus jüngeren (thematischen!) Formen herleitet. Paradebeispiel ist die Behandlung von lāk-i ‚legt um‘, das auf jüngeres *logʰ-éi̯e-ti zurückgeführt wird (auf das (z. B.) legen zurückgeht). Bei lógʰ_logʰ-´: logʰ-é- handelt es sich jedoch um ein Thematisierungsdreiecklein, dessen Entwicklungsregeln seit Rix' Griechischer Grammatik (1976) feststehen, wobei die (gängige) Themavokal-Variante „-é-“ eine (häufige) Zwischenstufe zwischen dem athematischen Ausgangspunkt „-´“ und dem thematischen Endpunkt „-ó-“ darstellt. *logʰ-éi̯e-ti (eigentlich *logʰ-é- +-i̯o-) ist hierbei sozusagen „doppelt thematisiert“; es muss daher als extrem jung gelten. Das LIV² verfährt hier so, als würde man vergleichsweise eine althochdeutsche Wortform aus einer neuhochdeutschen herleiten. In Wirklichkeit ist es stets und niemals vorher bestritten so, dass die jüngeren Formen im Verlaufe der stattfindenden evolutiven Entwicklung aus den älteren hervorgehen. Das LIV² geht in allen diesen Fällen genau umgekehrt vor. Da diese Verfahrensweise in der Historischen Sprachwissenschaft einmalig ist, handelt es sich hierbei um einen nicht entschuldbaren Kardinaldefekt.
- Die Hochdefizienz der Verfahrensweise ist natürlich der internationalen wissenschaftlichen Fachwelt nicht verborgen geblieben und wird entsprechend in ungewöhnlicher Schärfe gegeißelt. So verlautet Jasanoff (2003, S. 14): Eichner's ad hoc explanation of the ‚tertiary‘ type lā̆k- ... will not stand scrutiny. His claim that iterative-causatives of the type *logʰ-éi̯e/o- were induced by their o-vocalism to become athematic, ablauting ḫi-verbs is literally incredible ... I know of no other case in an IE language in which the root vocalism of a morphological class was sufficient to trigger a wholesale switch in inflection and stem structure. The change of *logʰ-éi̯e/o-, a thematic stem with a ‚heavy‘ suffix and no paradigmatic ablaut, into a suffixless ablauting ḫi-verb would have been comparable e. g. to the replacement of the Germanic weak verb *lagjan ‚lay‘ by a preterito-present *lag : *lēgun (or lugun). Even under the step-by-step-scenario presented by Oettinger (1992: 229ff.), it is simply beyond belief that so bizarre a remodelling of a large and productive class could have taken place in the Proto-Anatolian of the third millennium BC.
- Ebenso bezeichnend ist die Behandlung der Nasalinfigierungen durch das LIV²: Das Hethitische weist mindestens fünf ursprüngliche Möglichkeiten auf, einen -n-infigierten „starken“ Teilstamm zu bilden: -én-, -nén- -né-, -ón- und -nó- (Kloekhorst-2008, S. 152ff.; Zitat zu -ón- und -nó-: Since these ḫi-verbs can hardly have been created secondarily (there is no model in analogy to which they could have been formed), we must assume that they are archaic). Von diesen fünf archaischen Möglichkeiten ist im gesamten Nichtanatolischen nur eine einzige (-né-; kann allerdings auch -nó- sein) übriggeblieben, und diese nur in einer einzigen Einzelsprache, dem Indoranischen. Das LIV² nimmt diese einzige als allein ursprünglich an und zwängt die älteren, archaischen Formen gegen die von den Lautgesetzen zwingend erforderten Regeln „analogisch“ unter diese, dreht also auch hier die Richtung der Sprachentwicklung einfach um (vgl. oben die rekonstruktionelle Richtigstellung durch Kloekhorst-2008, S. 278f., von ḫamank-i ‚bindet an‘). Die angenommene Hocharchaik solcher Nasalinfigierungen mit z. B. -ón- wird auch dadurch gestützt, dass sie vereinzelt (und dann unerklärt) als „Restbildung“ auch anderswo auftritt, z. B. in lat. longus, nhd. lang < *dl-ón-h₁gʰ +-o- von einer Wurzel *delh₁gʰ / dleh₁gʰ, die in der Nullstufe etwa in glbd. ai. dīrghá- < *dl̥h₁gʰ-ó- greifbar ist (Kloekhorst-2008, S. 820: „petrified pair“). Genau diese Nullstufe liegt auch z. B. im lateinischen (Stativ-)Verbum indulgēre 'frönen' (ursprüngliche Bedeutung etwa 'Länge in sich haben'; im LIV², S. 113, wird dieser Bezug nicht hergestellt und die dort anders angenommene semantische Verbindung mit ungewiß und bedürfte noch der Klärung kommentiert) vor. Die Nichtberücksichtigung des wurzelinhärenten h₁ (gesichert in ai. dīrghá-, griech. ἐνδελεχής und wohl auch in heth. taluki-) führt im LIV² zu einer nicht nur semantisch, sondern auch rein formal nicht haltbaren Zuweisung des Verbs zur Wurzel *delĝʰ 'fest werden'.
- Die Literatur, die das LIV² am substanziellsten kritisiert und die dargelegten Defizienzen sehr weitgehend ausbessert, nämlich neben Jasanoff-2003 und Kloekhorst-2008 insbesondere Mailhammer-2007,[18] ist zwar zeitlich später, aber noch im selben Jahrzehnt, erschienen. Die darin bekanntgemachten neuesten Forschungsergebnisse und dargestellten Entwicklungs-Szenarien hatten jedoch in allen Fällen einen langen wissenschaftstechnischen Vorlauf, d. h. die dort vertretenen modernen Ansichten waren in ihren wesentlichen Teilen bereits sehr lange vorher in Einzelmonographien etc. publiziert. Zusammenfassend lässt sich also sagen, dass das LIV² durchaus einige bedeutende Weiterentwicklungen und Richtigstellungen im Bereich des urindoanatolischen Verbalmaterials (z. B. aus Jasanoff-2003, Mailhammer-2007 und Kloekhorst-2008) hätte antizipieren und sinnvoll in die Gesamtdarstellung hätte einbringen können. Die vollständige Akzeptanz der vorher heftig umstrittenen Laryngalhypothese bleibt jedoch ein dauerhaftes Verdienst der Verfasser des LIV².

## Das Verbalsystem im LIV²
Der grammatische Abriss des LIV² vertritt die Hypothese, dass im Urindogermanischen zuerst eine Unterscheidung zwischen zwei Aktionsarten, nämlich telischen Verben (abgeschlossen: zum Beispiel *léh₂p- ‘aufleuchten’) und atelischen (unvollendet, kontinuierlich: *bʰéh₂- ‘glänzen, leuchten, scheinen’), bestanden habe.
Es habe dann ein Übergang zu einem Aspektsystem mit den Hauptkategorien Aorist (perfektiv) und Präsens (imperfektiv) stattgefunden. Die telischen Verben wurden als Aorist interpretiert und das fehlende Präsens wurde z. B. durch ein n-Infix (zu *leh₂p-: *l̥h₂-né-p-) oder verschiedene andere Suffixe (*l̥h₂p-sḱé-) gekennzeichnet, die von älteren Aktionsartkategorien stammen. Die atelischen Verben wurden als Präsens interpretiert und der Aorist bisweilen durch das neu gebildete und immer in der Nullstufe stehende Suffix -s- gekennzeichnet.
Dieser Ansatz soll folgende Phänomene erklären:
- Einige Verben bilden thematische Wurzelpräsentien (lat. dūcō ‚ich ziehe, führe‘ aus *déu̯k-) mit davon abgeleitetem s-Aorist (im Lateinischen Perfekt: dūxī ‚ich habe gezogen, geführt‘, gesprochen dūksī, aus *déu̯k-s-).
- Andere dagegen bilden Wurzelaoriste (lat. vīcī ‚ich habe gesiegt‘ aus *u̯éi̯k-) mit abgeleitetem Präsens (vincé/ó- ‚ich siege‘ aus *u̯i-n-k-´).
- Von telischen Wurzeln (also Aoristwurzeln) abgeleitete Präsensformen werden unterschiedlich gebildet (zum Teil sogar bei ein und demselben Verb wie in *l̥h₂-né-p- / *l̥h₂p-sḱé-). Dies erklärt das LIV² mit der Existenz unterschiedlicher alter Aktionsartkategorien, die alle im neu gebildeten Präsens aufgegangen seien.

Neben dem Präsens und dem Aorist setzt das LIV² noch weitere Kategorien an, nämlich den Stativ, das Perfekt, den Kausativ-Iterativ, den Desiderativ, das Intensivum (wiederholte Realisierung), den Fientiv (Eintritt des Subjekts in einen neuen Zustand, also das „Werden zu“) und den Essiv (Zustand des Subjekts, also das „Sein“).

## Lemmata
Der Wörterbuchteil enthält zu jedem Lemma:
- die Form der Verbalwurzel (als Überschrift fungierend)
- die vermutete Bedeutung
- die rekonstruierten Stämme in der Anordnung des Vorworts mit ihren Reflexen in den Tochtersprachen und im Anatolischen
- umfangreiche Fußnoten (Quellenangaben, Hinweise auf zweifelhafte und alternative Herleitungen etc.)
- Querverweise zu den entsprechenden Seiten im Indogermanischen etymologischen Wörterbuch

## Anhang
Im Anhang finden sich ein rückläufiger Wurzelindex, ein Index der rekonstruierten Stammbildungen und ein Index der einzelsprachlichen Wortformen.